# Horácio Ferraz
Horácio Falcão Ferraz (Floresta, 26 de agosto de 1933) é um político brasileiro. Exerceu o mandato de deputado federal constituinte em 1988. Filho de Horácio Ferraz e Maria Helena Falcão Ferraz.
Em 1953, iniciou seu curso  de  direito na Universidade de Pernambuco que foi concluído em 1957. Em 1966, passou a atuar como promotor público em Pernambuco, cargo em que ficou por 10 anos.
Trabalhou na secretaria-geral do Ministério Público, foi diretor do departamento jurídico da Secretaria de Administração de Pernambuco e da assessoria técnica da  Secretaria de Indústria e Comércio, onde permaneceria até 1977.
No ano seguinte, elegeu-se deputado estadual por Pernambuco em um partido de sustentação do regime militar, na legenda da Aliança Renovadora Nacional ( ARENA) e permaneceu no cargo até 1986, quando foi eleito suplente de Joaquim Francisco. Com o afastamento de Joaquim, atuou na Assembléia Nacional Constituinte como integrante da Subcomissão do Sistema Eleitoral e Partidos Políticos, da Comissão da Organização Eleitoral, Partidária e Garantia das Instituições, e foi suplente da Subcomissão da Questão Urbana e Transporte, da Comissão da Ordem Econômica; até que conseguiu o mandato definitivo de deputado federal em 1988,ano da promulgação da Constituição, após a saída de Joaquim Francisco, eleito prefeito de Recife.
 Constituição já  promulgada , Horácio Ferraz assumiu definitivamente o mandato de deputado federal, que obteve após a saída de Joaquim Francisco, eleito prefeito de Recife. Em janeiro de 1991, ao final do mandato de deputado federal, optou por não  se candidatar  à reeleição no pleito de outubro do ano anterior.

Em 1991, deixou a Câmara e reintegrou-se ao funcionalismo do Poder Judiciário do estado de Pernambuco, aposentando-se como procurador.